# Tepetlixpa
Tepetlixpa es una localidad del Estado de México, cabecera del Municipio de Tepetlixpa. En el censo de 2020 estaba poblado por 14 944 habitantes.

## Historia
Tepetlixpa fue fundada en 1323 por el pueblo xochimilca. A mediados del siglo XV el poblado fue conquistado por el imperio mexica. En 1528 se establece la Orden Dominica en la localidad. En 1869 se establece el Municipio de Tepetlixpa, con cabecera en la localidad homónima.